# Kosmos A-2
Kosmos A-2 (lub S1) – drugi człon radzieckich rakiet nośnych rodziny Kosmos. Człony tego typu były używane około 165 razy, w tym 11 razy z niepowodzeniem.